# الجامعة الوطنية لبناء السفن
الجامعة الوطنية لبناء السفن مؤسسة تعليم عالي أوكرانية، (بالأوكرانية: Національний університет кораблебудування імені адмірала Макарова) هي جامعة تقع في ميكولايف أوبلاست، أوكرانيا. تأسست هذه الجامعة في سنة 1920